# Aeroportul Maria Reiche Neuman
Aeroportul Maria Reiche Neuman (IATA: NZC, ICAO: SPZA) este un aeroport din Nazca⁠(d), Nazca⁠(d), Provincia Nazca, Departamento de Ica⁠(d), Peru ce deservește zona Nazca⁠(d). Aeroportul a fost tranzitat în 2022 de 115.810 pasageri.
Situat la o altitudine de 567 m, aeroportul dispune de o singură pistă. Este operat de CORPAC⁠(d).